# Nationaal Grootmeester dammen
Nationaal Grootmeester, afgekort GMN, wat staat voor Grand Maître Nationaal, is de hoogste nationale titel die een dammer kan bereiken in de damsport. De titel wordt uitgereikt door de KNDB.

## Het behalen van de titel
Een dammer moet om de titel Nationaal Grootmeester te behalen al in het bezit zijn van de titel Nationaal Meester. Verder moeten naast de vijf meesterpunten ook drie grootmeesterpunten worden behaald.
Grootmeesterpunten kunnen behaald worden in de Finale om het Algemeen kampioenschap van Nederland.
De eerste plek geeft recht op drie grootmeesterpunten, de tweede plek op twee grootmeesterpunten en de derde plek op één grootmeesterpunt.
Mochten twee spelers een gedeelde plaats behalen, dan worden de punten ook verdeeld.
Internationale grootmeesters die ooit bij de eerste drie in het wereldkampioenschap zijn geëindigd, worden bij het uitdelen van de punten buiten beschouwing gelaten.

## Nationale Grootmeesters
De spelers die in het bezit zijn/waren van de titel Nationaal Grootmeester zijn:
| - Geert van Aalten - Alexander Baljakin - Johan Bastiaannet - Pieter Bergsma - Anton van Berkel - Bauke Bies - Jan Bom - Roel Boomstra - John van den Borst - Evert Bronstring - Rob Clerc - Arnold Damme - Geert van Dijk - Martin Dolfing - Frank Drost - Baris Dukel - Freek Gordijn - Jan Groenendijk - Jack de Haas - Frans Hermelink - Ron Heusdens - Herman Hoogland - Martijn van IJzendoorn - Gérard Jansen - Hans Jansen - Wim de Jong - Jitse Slump | - Herman de Jongh - Reinier Cornelis Keller - Johan Krajenbrink - Arjen van Leeuwen - Hein Meijer - Pim Meurs - Nikhila Nikhilananda - Ruud Palmer - Ben Provoost - Piet Roozenburg - Wim Roozenburg - Wim Rustenburg - Auke Scholma - Wim van der Sluis - Ben Springer - Jos Stokkel - Ton Sijbrands - Kees Thijssen - Cees Varkevisser - Hans Vermin - Johan Vos - Jannes van der Wal - Wieger Wesselink - Harm Wiersma - Hendrik van der Zee - Wouter Sipma |